# Переславец (газета)
«Пересла́вец» — еженедельная демократическая газета в России, выходила в городе Переславле в 1917 году.
Первая газета, выходившая в городе Переславле. Орган Переславского временного исполнительного комитета. Формат А3, объём 2 полосы. Редактор эсер Иван Михайлович Михневич. Подписная цена на один месяц 50 копеек.
Первый номер газеты вышел 21 мая, последний 4 декабря 1917 года. Всего напечатано 29 номеров. Газета прекратилась по распоряжению Переславского совета рабочих и солдатских депутатов.
Газета с первых же дней ведёт политику защиты временного комитета, а впоследствии становится реакционным органом временного комитета по борьбе с коммунистической партией большевиков.
Подшивка газеты сохранилась в Государственной публичной исторической библиотеке и в Российской национальной библиотеке.